# Epirhyssa osaensis
Epirhyssa osaensis är en stekelart som beskrevs av Ian D. Gauld och Ward 1997. Epirhyssa osaensis ingår i släktet Epirhyssa och familjen brokparasitsteklar. Inga underarter finns listade i Catalogue of Life.